# Charm School
Charm School je osmi studijski album švedskog sastava Roxette.

## Popis pjesama
Sve pjesme napisao je i uglazbio Per Gessle.
1. "Way Out" - 2:45
2. "No One Makes It On Her Own" - 3:42
3. "She's Got Nothing On (But The Radio)" - 3:33
4. "Speak To Me" - 3:41
5. "I'm Glad You Called" - 2:48
6. "Only When I Dream" - 3:52
7. "Dream On" - 3:09
8. "Big Black Cadillac" - 3:05
9. "In My Own Way" - 3:30
10. "After All" - 3:15
11. "Happy On The Outside" - 3:37
12. "Sitting On The Top Of The World" - 3:55

Dodatne pjesme na Deluxe izdanju:
1. "Dressed for Success" (uživo)
2. "Sleeping In My Car" (uživo)
3. "Wish I Could Fly" (uživo)
4. "7Twenty7" (uživo)
5. "Perfect Day" (uživo)
6. "Things Will Never Be The Same" (uživo)
7. "How Do You Do!/Dangerous" (uživo)
8. "Silver Blue" (uživo)
9. "Joyride" (uživo)
10. "Listen To Your Heart" (uživo)
11. "The Look" (uživo)
12. "Church Of Your Heart" (uživo)